# Harry Jones (żeglarz)
Harold Alfred „Harry” Jones (ur. 8 maja 1895 w Oakland, zm. 24 grudnia 1956 w Vancouver) – kanadyjski żeglarz sportowy, medalista olimpijski.
Podczas letnich igrzysk olimpijskich w Los Angeles (1932) zdobył, wspólnie z Ronaldem Maitlandem, Ernestem Cribbem, Peterem Gordonem, Hubertem Wallace’em i George’em Gylesem, srebrny medal w żeglarskiej klasie 8 metrów.
Urodzony w Oakland w Kalifornii, Harry Jones przeniósł się wraz z rodzicami do Vancouver w Kanadzie w wieku dwóch lat. Jego ojciec, Henry, kierował flotą holowników. Harry powrócił do Stanów Zjednoczonych, aby studiować na Uniwersytecie Waszyngtońskim, ale po ukończeniu studiów osiadł w Kolumbii Brytyjskiej i również zajął się holowaniem. Wstąpił do Royal Vancouver Yacht Club w 1919 i założył przedsiębiorstwo Vancouver Tug Boat Company w 1924, mocno ugruntowując swoją pozycję w mieście. Wkrótce zaangażował się w wyścigi jachtów i dołączył do kilku klubów żeglarskich w Kolumbii Brytyjskiej oraz Waszyngtonie, ale jego najważniejszy wyścig miał miejsce w 1932 podczas olimpiady w Los Angeles. Pomimo porażki we wszystkich czterech wyścigach, Kanadyjczycy zdobyli srebrne medale, ponieważ w klasie 8 metrów rywalizowały tylko dwie drużyny (drugą była reprezentacja Stanów Zjednoczonych).
Jones służył jako komandor w Royal Vancouver Yacht Club w 1939 oraz ponownie w latach 1944–1947. Został honorowym, dożywotnim członkiem klubu w 1953. Jego przedsięwzięcia biznesowe były bardzo udane i był prezesem co najmniej dwóch dużych firm do śmierci z powodu ataku serca w grudniu 1956. Vancouver Tug Boat Company stało się częścią Seaspan Marine Corporation, która obecnie wspiera stypendium Harolda A. Jonesa na Uniwersytecie Kolumbii Brytyjskiej w Vancouver.